# 吳皇后 (曹魏)
高皇后吳氏（？—？），魏高帝曹騰妻。
她事跡不詳，只知她嫁與魏高帝。太和三年（229年），魏明帝追封曹騰為高皇帝，同時為吴氏上諡號為高皇后。